# جيرمي هاربر
جيريمي هاربر هو مشارك أمريكي في موسوعة غينيس للأرقام القياسية لعده بصوت عالٍ إلى الرقم 1000000، وقد عرض ذلك من خلال البث المباشر .
استغرق العد من هاربر 89 يومًا ، قضى خلالها ستة عشر ساعة في العد. بدأ العد في 18 يونيو 2007 ، وانتهى منه في 14 سبتمبر.  تم حذف موقعه ومنتدى MillionCount بعد بضعة أشهر. 
ولم يغادر منزله في برمنغهام ، ألاباما أثتناء مدة العد، ولم يحلق شعره. وأمكن المشاهدين مشاهدته مباشرة طوال الوقت. ظهر في CNN وFox News وCnet وغيرها من البرامج التلفزيونية والإذاعية الوطنية والمحلية.
وبلغ العدد أكثر من 10000 دولار لمؤسسته الخيرية الداعمة Push America . 
أسس هاربر مع جينو بيرسون وجيف كلانتون راديو برمنغهام ماونتنفي في عام 2010 . 